# マーカー (筆記具)
マーカー（英語: marker）とは、しるしをつけるための筆記具。一般的にはペン先が太めのフェルトペン（マーキングペン）のことであるが、マーカーとしては固形塗料を素材に擦り付けて描画するものもある。筆記具以外にマーカーとつくものに関しては「マーカー」を参照。

## 油性・水性マーカー

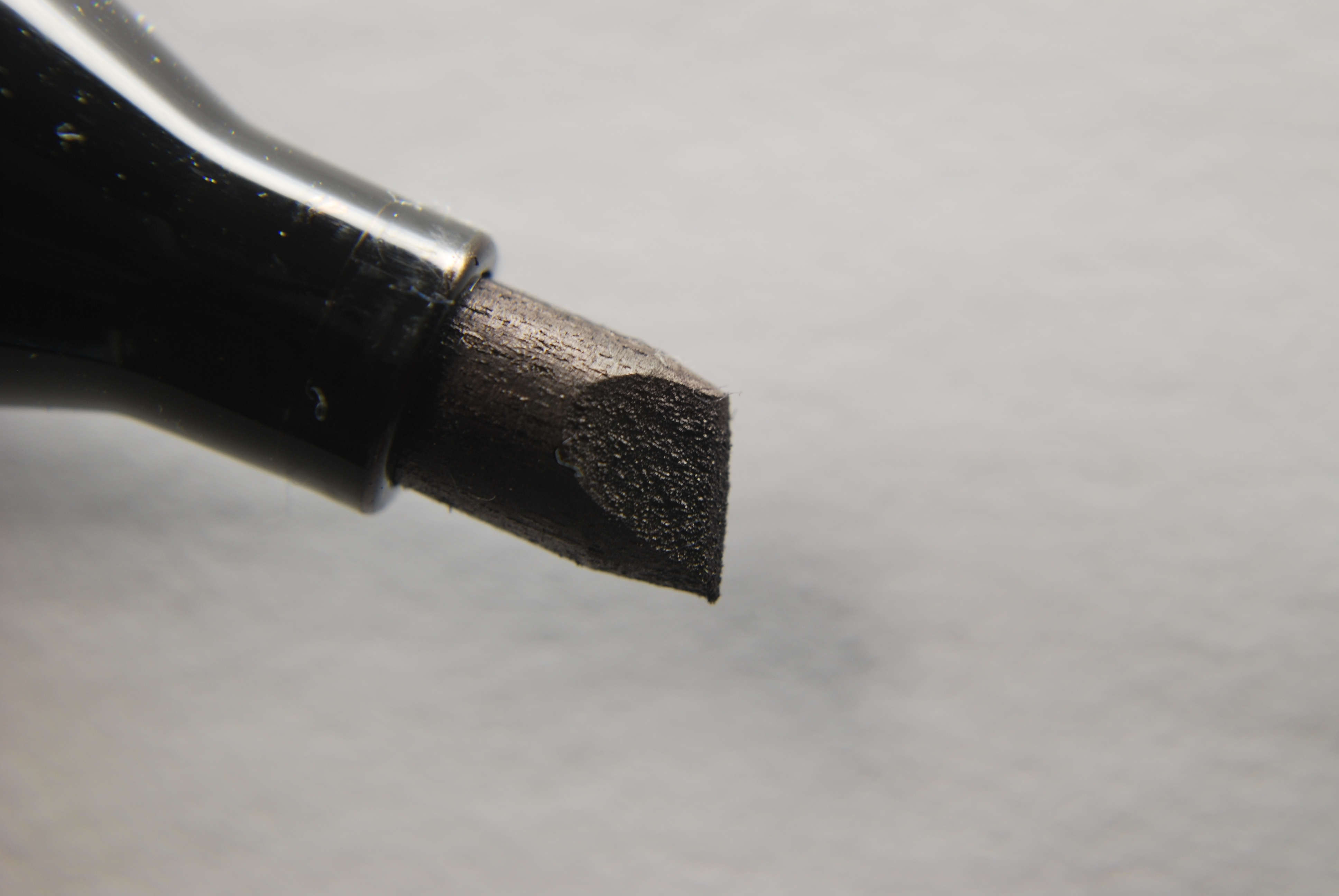
油性マーカーの先端

フェルトペンの一種で、フェルトや合成繊維など繊維質または合成樹脂のペン先を使い、毛細管現象によってペン軸となる容器からインクを吸い出し描画する。インクによって「油性マーカー」、「水性マーカー」と呼ばれる。

### 油性マーカー
油性マーカー（油性インク）は適用範囲が広く、プラスチックや金属などに描くことができ速乾性や乾いたあとの耐水性に優れ、幅広く使われている。インクには染料と顔料があるが、染料インクの場合、紙に描いたときにその浸透性のよさから裏に移ってしまう事が多い（裏移り）。顔料は裏移りしにくい特長がある。また顔料インクは乾燥後の耐水性、耐光性に優れる。なお、従来の油性インクは有機溶剤を使用しているため、強い揮発性があり、蓋を外したままにしておくとすぐに乾いてしまう欠点がある。また揮発性、有害性などから締め切った部屋で大量に使う事は勧められない。換気が十分な場所で使用することが求められる。安全性の高い油性アルコール系顔料インクは主にホワイトボード用マーカーに使われてきたが、近年では従来のマーカー用途にも適した商品が登場している。代表的な商品として油性マーカーの代名詞「マジック」にもなっている「マジックインキ（寺西化学工業）」がある。その他にも、ゼブラ「マッキー」やシヤチハタ「Artline油性マーカー」が挙げられる。

### 水性マーカー
水性マーカー（水性インク）は油性マーカーより適用範囲、速乾性には劣るが、裏移りしにくくインクの安全性に優れる。主に紙などへの描画に使われてきた。油性同様にインクには染料と顔料があり、後者は乾燥後に耐水性、耐光性に優れる。代表的な商品として「サインペン（ぺんてる）」、「ポスカ（三菱鉛筆）」「がある。

## 固形マーカー
固形化された塗料の芯をチョークやクレヨンのように素材に擦り付けて描画する。
プラスチックや金属（鉄骨、鉄板など）の他、ガラス、ゴムや発泡スチロール、石など粗い表面材料への描画に適している。用途としては建設資材や設置場所のしるしやメモ書きなど。またゴムにも描けるためタイヤにも描くことができる。一部の商品では水を含んだ布などで拭き取る（消す）ことが出来るので、ホワイトボード用マーカーの代わりや工事用耐水黒板への記入にも使われる（ただし従来の黒板には使用できない）。固形塗料は主に油性だが、用途によっては水溶性のものもある。特長としては、チョークと違い粉が出ず、油性マーカーと違い溶剤が揮発しないので臭いも少なく、キャップを閉め忘れて使えなくなることもない。また一部の商品では水で含んだ布などで拭き取る（消す）ことが出来る、など。
固形マーカーは、クレヨン同様、手が汚れないように芯には紙が巻いてあったり、また芯が折れないよう細長い容器に入れられている。容器に入れられたものは、スティック状の口紅やスティックのりのようなねじ式、シャープペンシルのようにノック式で先端を送り出して使用する。商品によっては、芯のみ交換することもできる。
日本のメーカーが販売している商品としては、寺西化学工業の「ギターマーキングパス」「ギター耐水チョーク」「ギターマーキングチョーク」、サクラクレパスの「ソリッドマーカー」「工業用水溶性マーカー」「工業用クレヨンマーカー」、日本理化学工業の「キットパス」「キットパス工事用」などがある。

### ゲルマーカー
固形マーカーの一種で、芯をゲル化したものがある。このゲル化した固形マーカーは従来のマーカー（ペン）に比べて、書き味がよく発色が良い、また水性顔料を使っているため裏移りせず耐光性に優れるなどの特長がある。商品によっては、芯のみ交換することもできる。日本で発売されている商品としては、ドイツ・ステッドラー社の蛍光ペン（マーカー）「テキストサーファー ゲル」、また日本のパイロットからは複数の色を用意した「ゲルマーカー」などがある。